# Армстронг, Эдвард
Эдвард Армстронг (англ. Edward Frankland "Frank" Armstrong; 1878—1945) — английский учёный-химик и промышленный деятель; президент Королевского общества искусств в 1943–1945 годах.
Автор многих трудов.

## Биография
Родился 5 сентября 1878 года в Лондоне, старший из семи детей профессора Генри Армстронга и его жены Frances Louisa Lavers. В 1882 году вся семья переехала в лондонский район Lewisham. В семейном кругу и среди своих знакомых он был известен как Фрэнк. Добрая домашняя атмосфера оказал глубокое влияние на Эдварда, которому была предоставлена полная свобода в выборе профессии в своей жизни.
Первоначально он учился в колледже St Dunstan’s College в Кэтфорде (административный центр района Lewisham). В семнадцать лет он продолжил своё обучение в Royal College of Science и через год стал стипендиатом City and Guilds of London Institute (The Central Technical College), где его отец с 1884 года был профессором химии. Затем по совету своего отца Эдвард отправился в Германию, где в 1898 году завершил свое химическое образование.
Он провел год в Киле, где работал у Людвига Клайзена, затем отправился в Берлин, чтобы учиться у Якоба Вант-Гоффа, под руководством которого он получил степень доктора философии (Ph.D.) в 1901 году. По возвращении в Лондон в 1902 году, Эдвард Армстронг стал членом Salters’ Company’s Fellowship. Продолжив свои научные исследования, в числе первых получил степень доктора наук (D.Sc.) в Лондонском университете. 
После этого он стал работать с 1905 года главным химиком в известной пищевой компании Messrs Huntley and Palmers Limited, где в начале 1914 года стал техническим советником управляющего директора. Затем стал техническим директором на предприятии Messrs Crosfield and Sons, Ltd в Уоррингтоне. Получил признание в мире как выдающийся научный руководитель в химической промышленности. После Первой мировой войны сотрудничал с учёным T. P. Hilditch.
В 1925 году Армстронг стал управляющим директором корпорации British Dyestuffs Corporation. После трёх лет работы и поглощения этой компании корпорацией Imperial Chemical Industries Ltd, у него появилось желание быть свободным от корпоративных условий и стать более свободным в своих действиях. Армстронг начал практику в качестве консультанта в Лондоне в 1928 году, а через несколько лет семья переехала в лондонский район Earl's Court. Его научные знания и большой технический опыт вскоре стали снова востребованы и он работал директором нескольких компаний в угольной и газовой промышленности.
Армстронг являлся членом общества Society of Chemical Industry, был его вице-президентом и президентом (1923—1924) и почетным секретарём в 1927—1935 годах. Также был членом Association of British Chemical Manufacturers и British Association of Chemists; British Standards Institution и председателем его совета в 1934—1935 годах; был членом Institute of Chemistry и Chemical Society, став вице-президентом последнего в 1933 году. Эдвард Армстронг являлся членом Королевского общества искусств, был его казначеем в 1938—1943 годах и президентом в 1943—1945 годах.
Эдвард Армстронг был избран членом Королевского общества в 1920 году и работал в его совете в 1941—1943 годах; на момент своей смерти он был председателем секционного Комитета по химии. Он получил почетную степень доктора LL.D. (Legum Doctor) Сент-Эндрюсского университета и медаль общества Society of Chemical Industry, он был удостоен медали (Chevreul Medal) имени французского химика Шеврёля от французского общества French Chemical Society. 
Скоропостижно умер после операции по поводу аппендицита 14 декабря 1945 года. Прах учёного был похоронен на лондонском кладбище Golders Green Crematorium.

### Семья
В 1907 году Эдвард Армстронг женился на Ethel Mary Turpin из Пламстеда, графство Кент. В городе Reading у них родилось два сына: Kenneth и Maurice (умер в раннем возрасте). В Уоррингтоне родилось еще двое детей: Richard Giles и Joyce Mary. Семья жила в собственном доме в Greenbank, Latchford.